# Pierre de Montmaur
Pour les articles homonymes, voir Montmaur.
Pierre de Montmaur, né en 1576 à Bétaille, dans le Quercy, et mort le 22 mars 1650 à Paris, est un érudit, helléniste et poète français d’expression latine.

## Biographie
D’extraction obscure, Pierre de Montmaur, ordonné jésuite à Bordeaux, enseigna dans plusieurs collèges de l’ordre notamment à Périgueux et à Rome, pour être finalement nommé en 1623 professeur royal de littérature grecque au Collège de France où il demeura pendant 25 ans. Bibliophile, érudit, contemporain de Gilles Ménage, de Vincent Voiture et de Jean-Louis Guez de Balzac, il était un esprit profondément cultivé, polémiste à la verve inépuisable.
On pouvait lire, tracée de sa main en marge d'un livre de sa bibliothèque, la devise suivante : Quid scimus? Quid sumus? quid possumus?
Doué d’une mémoire prodigieuse mais jouant les ignorants, d’une maigreur extrême mais doté d’un grand appétit, ses bons mots le firent admettre à la table des grands, auxquels ils disait plaisamment : « Fournissez les viandes et le pain, je me charge du sel. »
Lors de ces dîners — qu’il disait fréquenter par pure avarice — il profère mille saillies, afin d’exaspérer les « gens bien » qui le vouent rapidement aux gémonies. Il disait ainsi d’un financier chez qui tout le monde allait pour sa table mais que l’on trouvait fort ennuyeux : « On le mange, mais on ne digère pas. »
Un autre jour à table en grande et joyeuse compagnie, qui parlait, chantait et riait tout ensemble, il s’écria : « Eh ! Messieurs, un peu de silence ; on ne voit plus ce que l’on mange. »
Il se plaisait à se désigner lui-même comme "Le plus grand parasite que le globe ait jamais porté" et, faisant office de « poète-scribouille », prétendait vivre d’amour et d’eau croupie à croupetons, etc. Loin de l’eau croupie, il fut de fait le plus grand parasite du règne de Louis XIII.
Parasite littéraire également ? Il pasticha les textes des Grands Anciens. Iconoclaste, pour échapper à un avenir qu’il jugeait terne, il s’adonne à la composition d’anagrammes et d’acrostiches faute de briller comme avocat ou écrivain. Malgré son titre de « professeur royal », il exaspère rapidement par ses diatribes les grands de son temps.
Grand lettré, flirtant avec le burlesque, il sut se faire, par ses railleries, beaucoup d’ennemis parmi les gens de lettres et fut l’objet de leurs sarcasmes. On lui reprochait surtout sa pédanterie. Pour les exaspérer davantage, il se définissait comme le grotesque-pédant. On finit par lui donner pour emblème un âne au milieu de chardons, avec cette devise : « Pungant, dum saturent ».
En 1643, Jean-François Sarrasin, publiant (en latin) sa satire du Bellum parasiticum se joignit à l’avocat Charles Feramus et à Gilles Ménage pour lancer la guerre des pamphlets contre le « parasite pédant ».
Ils sont bientôt rejoints par Scarron, Charles Vion d'Alibray et Charles Sorel, qui l'attaquent en français cette fois-ci, et le ridiculisent sous les noms de Macrinus, Gargilius, Gomor, Mogor, Faimmort, Orbilius Musca, Gastrimargue…
Mais ces satires ne sont pour le grand public que bataille de « cuistres contre cuistre » et ne semblent pas lui avoir porté grand tort.
Le 10 février 1648, il est remplacé comme professeur de grec au Collège royal de France par Jean Aubert.
Il meurt le 22 mars 1650. Dubuisson-Aubenay note dans son Journal : «Mort du sieur de Montmor (sic), professeur royal en grec et intendant des devises et inscriptions pour les bâtiments royaux de France, d’une pleurésie, au septième jour. Il avait bénéfices, titres ou offices du Roi, rentes et beaucoup d’argent.»
Dans une lettre à Charles Spon datée du 1er avril suivant, Gui Patin écrira : «Je vous dirai que le 23 mars (sic) mourut ici un professeur du roi nommé Petrus Montmaur. C’était un très savant homme en grec et en latin, præsertim in lectione poetarum. Il avait une mémoire prodigieuse, débitait plaisamment et agréablement de belles et bonnes choses partout où il se trouvait, non sine jactantia et interdum mendacio, ce qui l’avait fait passer ici pour un grand emballeur, et même, ante aliquot annos, on fit plusieurs vers contre lui sous le nom de Mamerra (sic). Il savait et connaissait toutes les bonnes tables de Paris, desquelles ou de la plupart il avait été chassé comme un parasite, non sine dedecore et infamia. Il avait été autrefois jésuite, d’où il fut chassé pour quelque fausseté qu’il avait mise et fabriquée en quelques lettres. Il était natif du vicomté de Turenne. C’était un grand corps d’homme, grand vanteur et grand mazarin, vir malorum artium et malarum partium.» Nicolas Bourbon lui donne le titre de "Dictator parasiticæ artis".
Quelques mois plus tard, au cours de l'été 1650, le jeune François de La Mothe Le Vayer, fils du philosophe, fait paraître à Paris, sous l'anonymat, un roman burlesque intitulé Le Parasite Mormon.

## Postérité
Moins sévère que celle du XVIIe siècle, la critique contemporaine (voir Mark Bannister) le verrait plutôt s’inscrire dans une filiation humoristique qui ferait de lui un descendant de Villon et un précurseur de Voltaire…

## Sources
Cet article comprend des extraits du Dictionnaire Bouillet. Il est possible de supprimer cette indication, si le texte reflète le savoir actuel sur ce thème, si les sources sont citées, s'il satisfait aux exigences linguistiques actuelles et s'il ne contient pas de propos qui vont à l'encontre des règles de neutralité de Wikipédia.